# Tourcoing Lille Métropole Volley-Ball 2014-2015
Questa voce raccoglie le informazioni riguardanti il Tourcoing Lille Métropole Volley-Ball nelle competizioni ufficiali della stagione 2014-2015.

## Organigramma societario
Area direttiva
- Presidente: Vincent Royer

Area organizzativa
- Team manager: Yann Lavallez
- Tesoriere: Jan-Luc Ambre

Area tecnica
- Allenatore: Olivier Lecat
- Allenatore in seconda: Sylvain Boutleux

Area sanitaria
- Preparatore atletico: Jérôme Froment
- Fisioterapista: Patrick Claeyman

## Rosa
| N° | Nome                   | Ruolo | Data di nascita  | Nazionalità sportiva |
| -- | ---------------------- | ----- | ---------------- | -------------------- |
| 1  | Quentin Schouteten     | P     | 2 aprile 1995    | Francia              |
| 2  | Carlos Teixeira        | L     | 11 marzo 1976    | Portogallo           |
| 3  | Mathieu Kreisz         | L     | 13 giugno 1993   | Francia              |
| 4  | Stanislav Šimin        | C     | 4 ottobre 1986   | Serbia               |
| 5  | Niklas Seppänen        | S     | 30 giugno 1993   | Finlandia            |
| 6  | Daniel Jansen VanDoorn | C     | 21 marzo 1990    | Canada               |
| 7  | Miloš Vemić            | S     | 8 marzo 1987     | Serbia               |
| 9  | Wanderson Campos       | S/O   | 7 febbraio 1988  | Francia              |
| 10 | Nohoarii Paofai        | C     | 12 novembre 1995 | Francia              |
| 11 | Thibaut Thoral         | L     | 3 gennaio 1997   | Francia              |
| 12 | Simon Pelletier        | C     | 15 gennaio 1992  | Francia              |
| 13 | Robin Hutrel           | S     | 22 marzo 1992    | Francia              |
| 14 | Yves Vadeleux          | S     | 3 ottobre 1993   | Francia              |
| 16 | Hugo Lecat             | L     | 19 luglio 1995   | Francia              |
| 17 | Carlos Antony          | S     | 23 aprile 1988   | Francia              |
| 18 | Željko Ćorić           | P     | 24 agosto 1988   | Bosnia ed Erzegovina |